# Jerzy Puciata
Jerzy Władysław Puciata (ur. 28 października 1933 w Wilnie, zm. 28 czerwca 2014) – polski malarz, prezes Związku Polskich Artystów Plastyków (ZPAP).
Kształcił się w pracowniach Tymona Niesiołowskiego i Stanisława Borysowskiego na Wydziale Sztuk Pięknych Uniwersytetu Mikołaja Kopernika w Toruniu. Dyplom z zakresu malarstwa uzyskał w 1958 r. W okresie odwilży politycznej po śmierci Józefa Stalina działał w ramach grupy artystycznej Grupa 4. Od 1958 r. był członkiem Związku Polskich Artystów Plastyków oraz międzynarodowego stowarzyszenia artystów plastyków AIAP-UNESCO. W okresie od sierpnia 1980 do grudnia 1981 piastował funkcję prezesa Zarządu Głównego ZPAP, a od lipca 1983 do grudnia 1989 był prezesem działającego w ramach podziemia ZPAP. Współpracował w tym okresie między innymi z NSZZ „Solidarność” (z jego mieszkania przy ul. Przodowników Pracy 18 (obecnie Bernarda Śliwińskiego) w Bydgoszczy nadawano audycje „Radia Solidarność”), a także był współorganizatorem Kongresu Kultury Polskiej w 1981 r. Od 2002 r., w uznaniu zasług był honorowym prezesem ZPAP. Laureat wielu nagród odznaczeń i wyróżnień, m.in. Srebrny Medal „Zasłużony Kulturze Gloria Artis”, Złota Odznaka ZPAP, Nagroda artystyczna Prezydenta Bydgoszczy. Kilkakrotny stypendysta krajowy i zagraniczny Ministerstwa Kultury i Sztuki.
W 2000 r. w plebiscycie na „Bydgoszczanina stulecia” zorganizowanym przez „Gazetę Wyborczą” uplasował się na III miejscu. Zmarł 28 czerwca 2014 r., został pochowany na Cmentarzu pw. św. Jerzego w Toruniu.

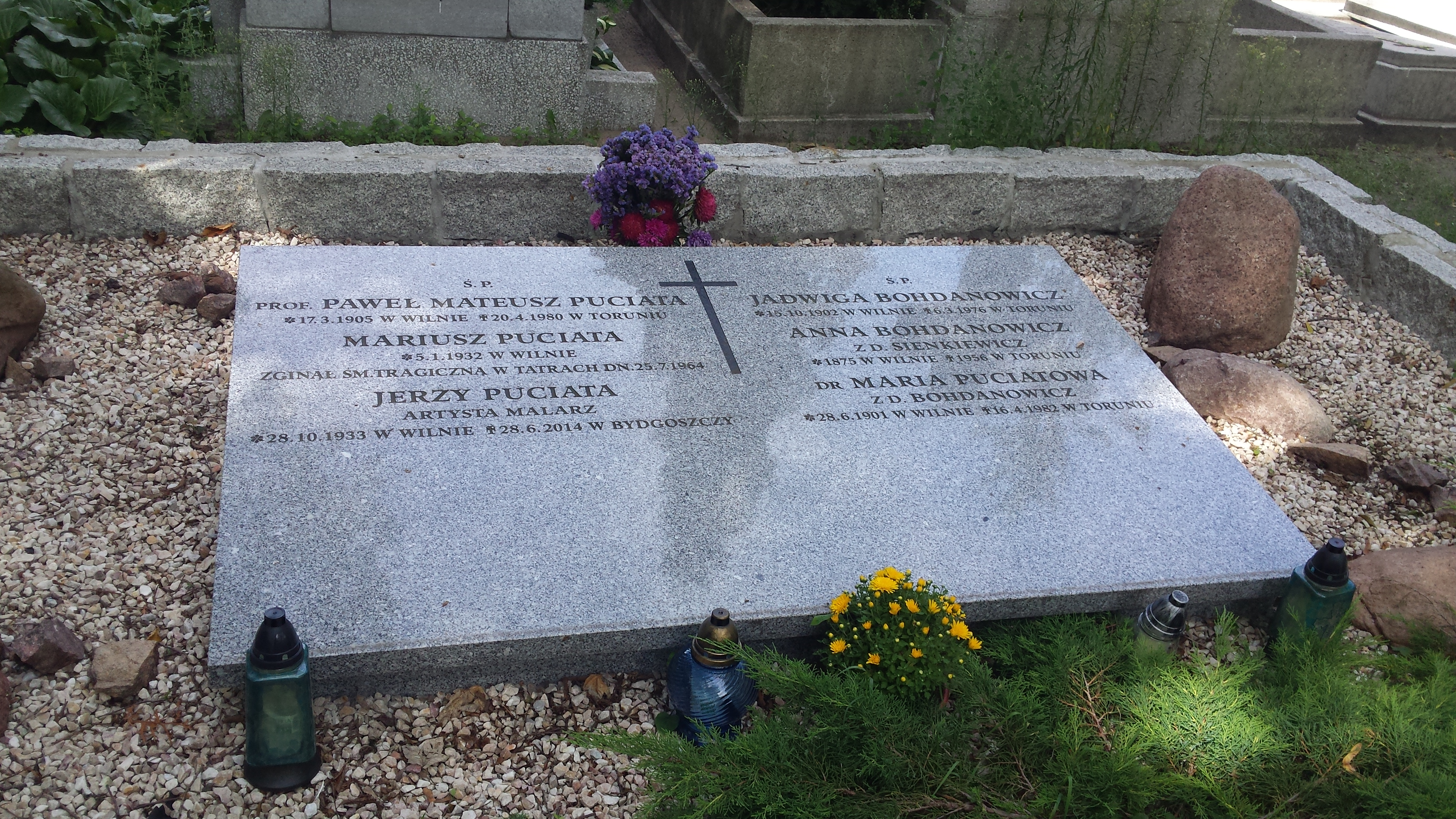
Grób Puciatów na Cmentarzu św. Jerzego w Toruniu